# Hell (Michigan)
Hell ist ein gemeindefreies Gebiet mit einer Einwohnerzahl von 72, das im Putnam Township, in Livingston County im Bundesstaat Michigan liegt. Die Gemeinde liegt an der Grenze zu Washtenaw County, ca. 20 Meilen (ca. 50 Kilometer) nordwestlich von Ann Arbor. Hell wird vom Postamt in Pinckney bedient und hat den ZIP Code 48169.

## Geschichte
Ein Sägewerk, eine Getreidemühle, eine Brennerei und eine Kneipe, die alle von George Reeves betrieben wurden, bilden den historischen Kern von Hell. Reeves zog in den 1830er Jahren aus dem Catskill Mountains in New York in die Gegend. Er kaufte 1841 ein Sägewerk in der Gegend des heutigen Hell Creek auf. Neben dem Sägewerk kaufte Reeves 400 Hektar an Grundstücken in der Umgebung des Sägewerks, wo er eine Getreidemühle baute. Die Bauern in der Gegend bauten erfolgreich Weizen an. Reeves eröffnete eine Brennerei, in der er überschüssiges Getreide zu Whisky destillierte. Reeves starb im Jahr 1877.  Reeves Familie verkaufte im Jahr 1924 das Land an eine Gruppe von Investoren aus Detroit.

## Ortsname

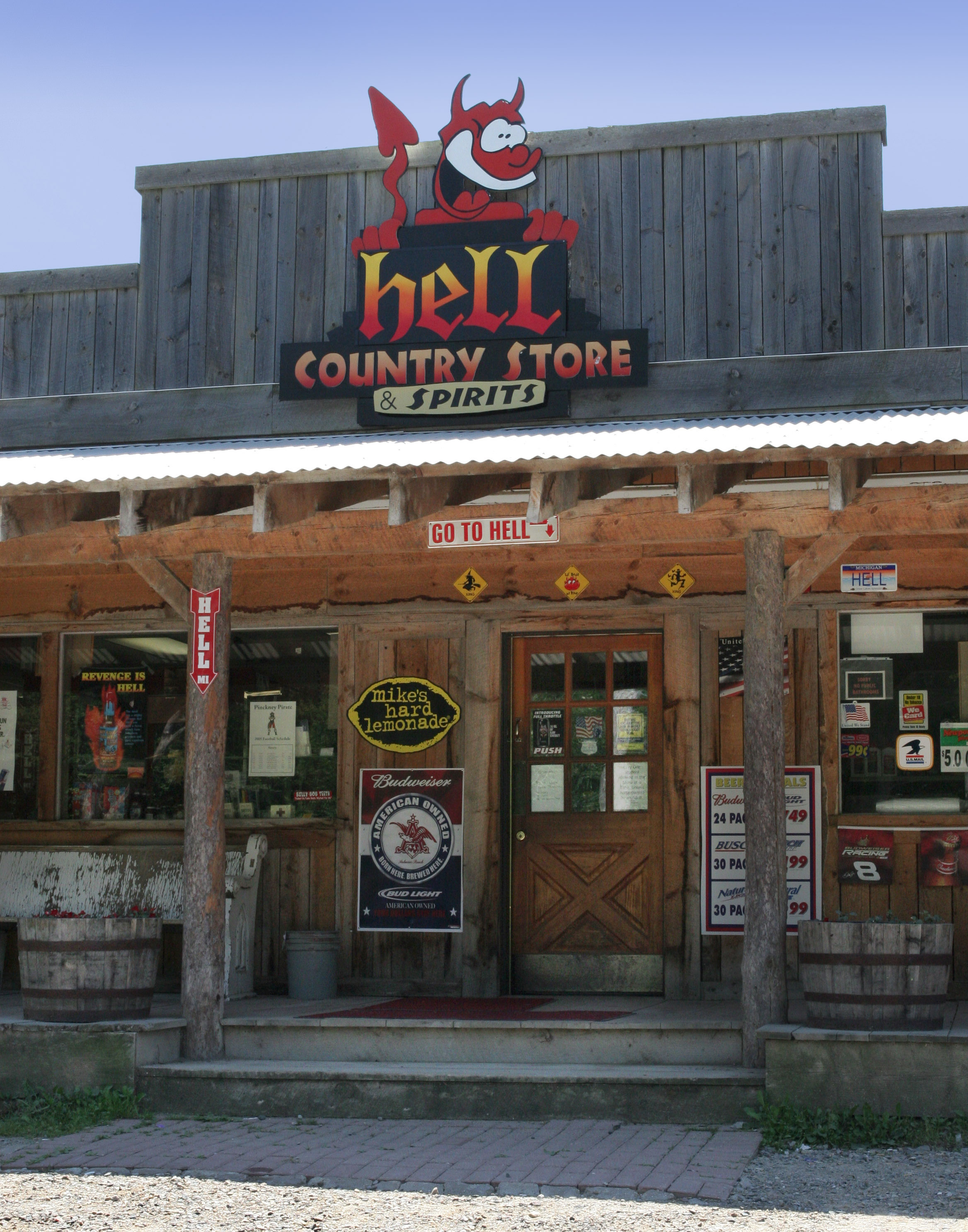
Der Country Store in Hell (Juli 2005)

Es gibt unter den Bewohnern des Ortes zwei Versionen, wie der Name des Ortes zustande gekommen ist. In der ersten Version geht der Ortsname auf einige deutschstämmige Reisende zurück, die an einem sonnigen Nachmittag in den 1830er Jahren aus einer Kutsche stiegen und einer von ihnen rief aus: „So schön hell!“ Dieser Ausruf sei von Bewohnern des Ortes aufgeschnappt worden und hätte sich durchgesetzt. Die zweite Variante geht auf die Zeit zurück, nachdem Michigan zu einem Bundesstaat wurde. Damals wurde demnach George Reeves gefragt, wie denn der Ort, dessen Besiedlung er mitbegründet hatte, genannt werden soll. Seine Antwort sei gewesen: „I don’t care, you can name it ‘Hell’ for all I care.“ – deutsch etwa „Es ist mir egal, meinetwegen könnt ihr ihn ‚Hölle‘ nennen.“ Jedenfalls wurde der Name am 13. Oktober 1841 offiziell festgestellt.

## Kultur
Hells wichtigster Exportartikel ist Kitsch. Die Stadt behauptet von sich, ein vollständig nicht-akkreditiertes (fiktives) College zu besitzen, das Diplome mit Brief und Siegel und versengt (engl. signed, sealed and singed) verleiht.
In den frühen 1930er Jahren bekam Michigans Postmeister Anfragen von Sammlern, die ihre Briefmarken mit dem Poststempel von Hell abstempeln lassen wollten. Hell hatte keine Poststelle, sondern nutzte die im drei Meilen entfernten Pinckney. Am 15. Juli 1961 wurde eine Post-Filiale in Hell eröffnet, die vom 1. Mai bis 30. September geöffnet war. 
Mehrere regelmäßige Veranstaltungen nutzen scherzhaft oder ironisch den Namen der Gemeinde. Im Wetterbericht werden die ersten Frostnächte des Herbstes mit "Hölle ist nun offiziell zugefroren" kommentiert. Am dritten Samstag im September veranstaltet der Just Hearse’N Around Hearse Club (Hells einziger Autoclub) jährlich den Last Rides Reunion, die größte Versammlung von Leichenwagen im Staat. Hell sponsert eine Laufveranstaltung namens Through Hell Run, das ein Zehn-Meilen- und 4,8-Meilen-Rennen umfasst. Die Teilnehmer erhalten ein T-Shirt mit dem Aufdruck I Ran Thru Hell.